# San Camilo, Veracruz
San Camilo är en ort i Mexiko.   Den ligger i kommunen Fortín och delstaten Veracruz, i den sydöstra delen av landet, 230 km öster om huvudstaden Mexico City. San Camilo ligger 1 005 meter över havet och antalet invånare är 278.
Terrängen runt San Camilo är huvudsakligen kuperad, men den allra närmaste omgivningen är platt. Runt San Camilo är det tätbefolkat, med 550 invånare per kvadratkilometer. Närmaste större samhälle är Córdoba, 5,9 km sydost om San Camilo. Trakten runt San Camilo består till största delen av jordbruksmark.